# San Martín de Perapertú
San Martín de Perapertú es una localidad y también una pedanía española de la provincia de Palencia (comunidad autónoma de Castilla y León). Pertenece al municipio de San Cebrián de Mudá.

## Geografía
En el Valle de Mudá, uno de los parajes naturales más salvajes y poco explotados del norte de Castilla y León.

## Historia
A la caída del Antiguo Régimen la localidad se constituye en municipio constitucional, conocido entonces como San Martín y Parapertú que en el censo de 1842 contaba con 5 hogares y 26 vecinos. A mediados del siglo XIX crece incorporando los municipios de valle de Santullán y Villabellaco, para posteriormente integrarse por partes, unas localidades pasaron a depender de Valle de Santullán, otras de Revilla de Santullán y otras de Vervios.

## Geografía humana

### Demografía
| Gráfica de evolución demográfica de San Martín de Parapertú entre 1842 y 1877 |
| |
| Población de derecho según los censos de población del INE Población de hecho según los censos de población del INEEn estos censos se denominaba San Martín y Parapertú: 1842, 1857, 1860 y 1877 Entre el censo de 1857 y el anterior, crece el término del municipio porque incorpora a 34511 (Valle de Santullán) y 345140 (Villabellaco) Entre el censo de 1887 y el anterior, este municipio desaparece porque se integra por partes en los municipios 34511 (Valle de Santullán), en 345096 (Revilla de Santullan) y en 345136 (Vervios) |

Evolución de la población en el siglo XXI
| Gráfica de evolución demográfica de San Martín de Perapertú entre 2000 y 2020 |
|                                                                               |
| Población de derecho (2000-2020) según el padrón municipal del INE            |

## Patrimonio
Iglesia parroquial católica dedicada a San Martín que dio nombre al pueblo, de mampostería y cantos rodados, retablo mayor barroco y buena escultura del santo patrón.
También en San Martín se halla una de las fincas de la Reserva del Bisonte Europeo, que alberga diez ejemplares de bison bonasus.

## Personas destacadas
- José Estalayo García (1915-1936), religioso pasionista, beato y mártir.
- ARGEOL (Asociación para la Reserva Geológica de Las Loras) tiene su sede jurídica en esta localidad.

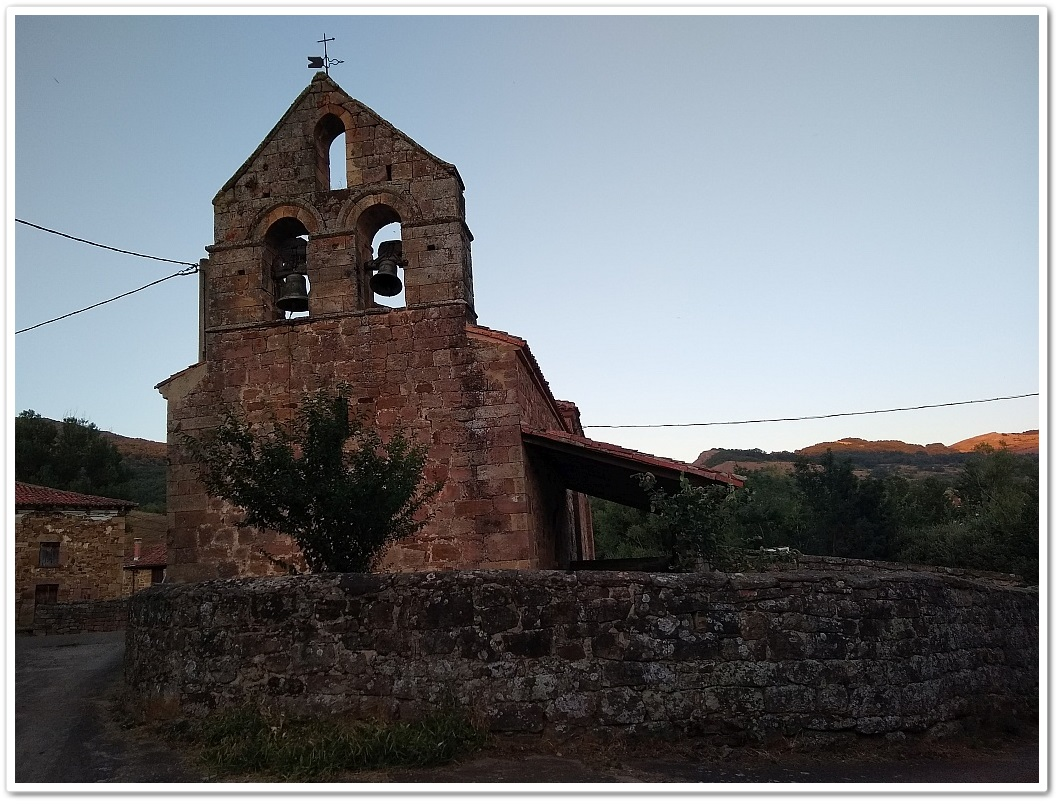
Iglesia de San Martín